# Gononoorda jacobsoni
Gononoorda jacobsoni là một loài bướm đêm trong họ Crambidae.